# Filip Mědílek
Filip Mědílek (* 9. června 1983 Náchod, Československo) je bývalý lední hokejista a pozdější šéfredaktor sportovních rubrik serveru Aktuálně.cz.

## Mládežnická a juniorská kariéra
S hokejem začínal ve svém rodném Náchodě, kde se jako brankář střídal s pozdějším protivníkem v juniorské reprezentaci, Tomášem Pöpperlem. V sezóně 1996/97 si jej v mládežnickém turnaji vyhlédl tým Pardubic, který jej pozval do svého dorosteneckého klubu. Tam v první sezóně hrál roli druhého brankáře Tomáši Kloučkovi a později, již sám hrál v pozici prvního brankáře. Již ve svých 18 letech byl povolán k "A" týmu mužů Pardubic, aby zde plnil roli náhradního brankáře za Adamem Svobodou, při zranění Libora Barty.

## Zranění a změna
V sezóně 2001/02 už začínal v prvním týmu Pardubic, kde však měl konkurenci v Dušanu Salfickém a především v Adamu Svobodovi. Proto byl odesílán ke střídavým startům do Hradce Králové. Tam se mu také stala osudnou srážka s protihráčem, která znamenala dvojitou zlomeninu nohy a znemožňovala další pokračování v aktivní kariéře.

## Kariéra hokejového odborníka
Posléze se již jako znovustudující začal zajímat o žurnalistiku, která jej přivedla až k Deníku, kde začal psát o sportu v Královéhradeckém kraji. Navíc byl přispěvatelem několika odborných hokejových serverů. Následně nastoupil jako redaktor do redakce Aktuálně.cz, jako sportovní expert a redaktor.